# Бич (Требнє)
Бич (словен. Bič) — поселення в общині Требнє, регіон Південно-Східна Словенія, Словенія. Воно розташоване на північ від словенської автостради А2 (частина європейських автошляхів E61 та E70), на схід від общини Іванчна Гориця.